# وادي الشرى
وادي الشرى هو واد يقع في الحجاز غرب شبه الجزيرة العربية، من أودية تهامة يقع في جنوب محافظة بلجرشي جنوب منطقة الباحة جنوب المملكة العربية السعودية. ويتميز بجريانة طوال العام ينحدر من أعالي جبال الحجاز ثم يسيل من شمال جبل أثرب، ويخترق وسط بارق حتى يسيل في وادي الحمض ثم وادي بقرة ثم إلى وادي حلي.

## تاريخه
الشرى وادي بتهامة موصوف بكثرة السباع ، ذكر صاحب الرحلة اليمانية واصفاً اياه بأنه من أكبر الأودية اتساعاً خصب التربة خيراته كثيرة من أهم محصولاته السمسم، الذرة، الشعير، الدخن، النيلة ولأهله اهتمام خاص باستخراج زيت السمسم وتصديره للخارج.

## سد وادي شري
يقع سد وادي شري في شمال محافظة بارق وهو من أضخم المشاريع التي نفذتها الحكومة السعودية لتأمين المياه وتنمية مصادرها. ويعتبر سد وادي شري من أكبر السدود في عسير ويعد واحد من أكبر اودية من حيث الحجم والطاقة التخزينية للمياه، حيث يصل ارتفاعه إلى 12 أمتار وتبلغ طاقته التخزينية 320 متر مكعب. ويعمل السد أيضاً على توفير مياه الشرب وازدهار وتنمية الزراعة بالمنطقة وماحولها نتيجة المردود الإيجابي من تغذية الطبقة الجوفية وزيادة المخزون المائي .

## الشرى في الأدب العربي
يذكر وادي الشرى في الأدب العربي مقرون بالسباع، لكثرة وجودها فيه، ويقال للشجعان: ما هم إلّا أسود الشّرى

قال ابن شهاب الزهري : 
| وادي الشرى | الشرى وادي بتهامة كثير السباع | وادي الشرى |

قال الأشهب بن رميلة :
قال الزير سالم : 
قال مليح بن الحكم : 